# Сали, Ильес
Илье́с Сали́ (фр. Iliesse Salhi; родился 27 июля 2007, Обервилье, Франция) — французский футболист, крайний защитник испанского клуба «Мальорка».

## Клубная карьера
Воспитанник команд «Этуаль Бобиньи» и «ФК 93 Бобиньи», в 2022 году Ильес Сали присоединился к академии «Ниццы». 18 августа 2024 года впервые попал в заявку клуба на матч Лиги 1 против «Осера», однако на поле не появился. 28 ноября 2024 года Сали дебютировал в профессиональном футболе, выйдя на замену в матче общего этапа Лиги Европы против «Рейнджерс».

## Карьера в сборной
Выступал за сборную Марокко до 16 лет, а также за сборные Франции до 17 и до 18 лет.